# کایتانوو (استان اشوی‌داشکسیه)
کایتانوو (به لهستانی: Kajetanów) یک منطقهٔ مسکونی در لهستان است که در گمینا زاگنانگسک واقع شده‌است. کایتانوو ۱٬۲۲۱ نفر جمعیت دارد.